# Kultura Huancarani

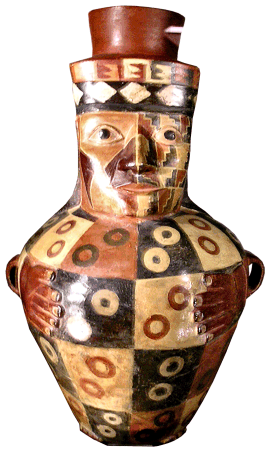
Naczynie ceramiczne - kultura Huancarani

Kultura Huancarani, nazywana czasem kulturą Belén – kultura archeologiczna z obszaru Ameryki Południowej. Początki jej sięgają 1100 r. p.n.e., rozwijała się na obszarze położonym na północ od jeziora Poopó, obecnie w granicach boliwijskiego departamentu Oruro. Prowadzone prace archeologiczne doprowadziły do odkrycia 17 stanowisk, stanowiących dawne osady. Nie natrafiono na ośrodki ceremonialne. Osady złożone są z wielu (ok. 100) domów mieszkalnych, zbudowanych na planie koła. Ściany wykonane są z gliny, a fundamenty domów z kamieni. Osady pobudowane były na wzgórzach, niekiedy otoczonych murem zbudowanym z kamieni. Ceramika związana z kulturą Huancarani ma ścianki wygładzone przy użyciu łopatek, pozbawiona jest ozdób. Ludność znała wytop metali (miedzi) i obróbkę obsydianu wydobywanego w jaskiniach Querimita. Obsydianu używano do wyrobu grotów do strzał. Cechą charakterystyczną tej kultury są odnalezione kamienne głowy lam. Głowy posiadają trzpienie, zatem mogły być elementem używanym do zdobienia murów.